# 烏溫
50°20′19″N 24°54′28″E / 50.33861°N 24.90778°E
烏溫（烏克蘭語：Увин），是烏克蘭西部的村莊，隸屬利維夫州的舍普季茨基區。該村始建於1504年，面積0.91平方公里，海拔高度204米，2001年人口366，人口密度每平方公里402.2人。